# 萊克鎮區 (印第安納州牛頓縣)
莱克鎮區（英語：Lake Township）是美國印地安納州牛頓縣的10個鎮區之一。截至2010年美國人口普查，其人口為2,384，共1006住房。

## 地理
根據2010年美國人口普查，該鎮的總面積為39.79平方英里（103.1平方），其中土地面積39.78平方英里（103.0平方），水域面積為0.01平方英里（0.026平方）。

## 外部連結
- Indiana Township Association （页面存档备份，存于）
- United Township Association of Indiana （页面存档备份，存于）